# Sophie Desmarets
Sophie Desmarets (7 de abril de 1922 – 13 de febrero de 2012) fue una actriz teatral y cinematográfica de nacionalidad francesa.

## Biografía
Su verdadero nombre era Jacqueline Desmarets, y nació en París, Francia, siendo su padre Bob Desmarets, director del Velódromo d'Hiver y creador de la prueba ciclista Seis días de París.
En 1938, cuando ella tenía dieciséis años, Louis Jouvet visitó la casa que sus padres habían puesto a la venta. Jouvet dijo que ella tenía un físico apto para el teatro, y que si alguna vez quería actuar que fuera a visitarle. Meses más tarde ella ingresó en su clase en el Conservatorio nacional superior de arte dramático. También siguió los cursos de Théâtre de l'Athénée, encontrándose entre sus Louis Jouvet, Jean Meyer y Alfred Adam. Más adelante, tras partir Louis Jouvet a Sudamérica, Desmarets pasó una prueba en la clase de Béatrix Dussane, ingresando oficialmente como alumna. Además, también recibió formación en el Cours Simon.
En junio de 1944 consiguió un primer premio de comedia moderna en el concurso de finalización del Conservatorio. Fue una estrella del teatro de bulevar a partir de 1945, creando la pieza de Armand Salacrou Le Soldat et la sorcière. Desmarets interpretó también a personajes de André Roussin, Marcel Mithois y, sobre todo, de sus amigos Pierre Barillet y Jean-Pierre Grédy.
Obtuvo su primer papel cinematográfico en el film Premier rendez-vous, de Henri Decoin. Rodó sobre todo películas de serie B en los años 1950 y 1960, comedias en las que actuó junto a Jean Poiret, Michel Serrault o Francis Blanche. En su última actuación para la gran pantalla, Fallait pas !..., de Gérard Jugnot, encarnaba a la madre de Michèle Laroque.
Su popularidad se debía, en buena parte, a su participación, en los años 1960 y 1970, en programas producidos por Maritie y Gilbert Carpentier (Les Grands Enfants, Top à, Numéro un), y por su trabajo en Les Grosses Têtes, de Philippe Bouvard, programa emitido en RTL. A partir de 1981 sufrió problemas de audición que le obligaron a reducir sus actividades profesionales.
En 1942 se casó con René Froissant, con el cual tuvo una hija, Catherine. Se divorciaron en 1949, y Desmarets se casó al siguiente año con Jean de Baroncelli, escritor y crítico cinematográfico de Le Monde e hijo del cineasta Jacques de Baroncelli. Con él tuvo una segunda hija, Caroline. Gracias a dicho matrimonio ella fue marquesa de Baroncelli-Javon.
Sophie Desmarets falleció en 2012 en París, Francia. Sus restos fueron incinerados, y las cenizas enterradas en el Cementerio de Montparnasse, en París.

## Teatro
- 1941 : Le Chant du berceau, Théâtre Montansier
- 1942 : Léonor de Silva, a partir de Pedro Calderón de la Barca, Théâtre de l'Avenue
- 1942 : Monsieur de Falindor, de Georges Manoir y Armand Verhylle, Théâtre Monceau
- 1943 : Un Incompris, de Henry de Montherlant, escenografía de Pierre Dux, Théâtre Saint-Georges
- 1944 : Tout est parfait, de André Haguet, Teatro Apollo
- 1944 : La Navette, de Henry Becque, con Jacques-Henri Duval, Théâtre Antoine
- 1945 : El misántropo, de Molière, Théâtre des Mathurins
- 1945 : Au petit bonheur, de Marc-Gilbert Sauvajon, escenografía de Fred Pasquali, con Jean Marchat, Odette Joyeux y Gérard Philipe, Théâtre Gramont
- 1945 : Le Soldat et la sorcière, de Armand Salacrou, escenografía de Charles Dullin, con Pierre Renoir y Daniel Lecourtois, Théâtre de la Ville
- 1947 : Le Prince d'Aquitaine,  de Marcel Thiébaut, escenografía de Pierre Fresnay, con Daniel Lecourtois, Théâtre de la Michodière
- 1949 : Une femme libre, de Armand Salacrou, escenografía de Jacques Dumesnil, Théâtre Saint-Georges
- 1950 : Une femme libre, de Armand Salacrou, escenografía de Jacques Dumesnil, Théâtre des Célestins y gira
- 1950 : Ami-Ami, de Pierre Barillet y Jean-Pierre Grédy, escenografía de Jean Wall, con Odile Versois y  Jacques Dacqmine, Théâtre Daunou
- 1950 : Ninotchka, de Melchior Lengyel, Théâtre du Gymnase Marie-Bell
- 1951 : Le Sabre de mon père, de Roger Vitrac, escenografía de Pierre Dux, Théâtre de Paris
- 1952 : Hélène ou la Joie de vivre, de André Roussin y Madeleine Grawitz, escenografía de Louis Ducreux, Théâtre de la Madeleine
- 1954 : Hélène ou la Joie de vivre, de André Roussin y Madeleine Grawitz, escenografía de Louis Ducreux, Théâtre des Célestins
- 1957 : Une femme trop honnête de Armand Salacrou, escenografía de Georges Vitaly, Théâtre Édouard VII
- 1958 : La Prétrentaine, de Jacques Deval, escenografía del autor, Théâtre des Célestins y gira
- 1959 : La Jument du roi, de Jean Canolle, escenografía de Jacques Fabbri, Théâtre de Paris[2]
- 1961 : Adieu prudence, de Leslie Stevens, escenografía de Jacques Mauclair, con Jean Chevrier, Théâtre du Gymnase Marie-Bell
- 1963 : Adieu prudence, de Leslie Stevens, escenografía de Jacques Mauclair, Théâtre des Ambassadeurs
- 1964-1966: Fleur de cactus, de Pierre Barillet y Jean-Pierre Grédy, escenografía de Jacques Charon, Théâtre des Bouffes-Parisiens
- 1968 : Fleur de cactus, de Pierre Barillet y Jean-Pierre Grédy, escenografía de Jacques Charon, Théâtre des Célestins y giras Herbert-Karsenty
- 1968 : Quatre pièces sur jardin, de Pierre Barillet y Jean-Pierre Grédy, escenografía de Jacques Charon, Théâtre des Bouffes-Parisiens
- 1971 : La Main passe, de Georges Feydeau, escenografía de Pierre Mondy, Théâtre Marigny
- 1971 : Fleur de cactus, de Pierre Barillet y Jean-Pierre Grédy, escenografía de Jacques Charon, Théâtre des Célestins
- 1972 : Monsieur chasse !, de Georges Feydeau, escenografía de Jacques-Henri Duval, Théâtre des Célestins y giras Herbert-Karsenty
- 1973 : L'Arc de triomphe, de Marcel Mithois, escenografía de Jacques Charon, Théâtre Saint-Georges
- 1975 : Peau de vache, de Pierre Barillet y Jean-Pierre Grédy, escenografía de Jacques Charon, Théâtre de la Madeleine
- 1978 : Peau de vache, de Pierre Barillet y Jean-Pierre Grédy, escenografía de Jacques Charon, Théâtre des Célestins y giras Herbert-Karsenty
- 1987 : Fleur de cactus, de Pierre Barillet y Jean-Pierre Grédy, escenografía de Jacques Rosny, Teatro de los Campos Elíseos

## Filmografía
- 1940 : Battement de cœur, de Henri Decoin
- 1941 : Premier rendez-vous, de Henri Decoin
- 1941 : Des jeunes filles dans la nuit, de René Le Hénaff
- 1942 : Étoiles de demain, de René Guy-Grand
- 1943 : Premier prix du conservatoire, de René Guy-Grand
- 1945 : Seul dans la nuit, de Christian Stengel
- 1946 : 120, rue de la Gare, de Jacques Daniel-Norman
- 1946 : Le Capitan, de Robert Vernay
- 1947 : Tierce à cœur, de Jacques de Casembroot
- 1947 : Croisière pour l'inconnu, de Pierre Montazel
- 1948 : Vire-vent, de Jean Faurez
- 1948 : La Veuve et l'Innocent, de André Cerf
- 1948 : Les souvenirs ne sont pas à vendre, de Robert Hennion
- 1948 : Rocambole, de Jacques de Baroncelli
- 1948  : La Revanche de Baccarat, de Jacques de Baroncelli
- 1948 : Rapide de nuit, de Marcel Blistène
- 1948 : Femme sans passé, de Gilles Grangier
- 1948 : The Arch of Triumph, de Lewis Milestone
- 1949 : Le Roi, de Marc-Gilbert Sauvajon
- 1950 : Mon ami Sainfoin, de Marc-Gilbert Sauvajon
- 1950 : Ma pomme, de Marc-Gilbert Sauvajon
- 1951 : Demain nous divorçons, de Louis Cuny
- 1951 : Signori, in carrozza !, de Luigi Zampa
- 1951 : Ma femme est formidable, de André Hunebelle
- 1952 : Mon mari est merveilleux, de André Hunebelle
- 1952 : Femmes de Paris, de Jean Boyer
- 1954 : Scènes de ménage, de André Berthomieu
- 1954 : Escalier de service, de Carlo Rim
- 1955 : Treize à table, de André Hunebelle
- 1955 : Si Paris nous était conté, de Sacha Guitry
- 1955 : Le Secret de sœur Angèle, de Léo Joannon
- 1955 : Gli Ultimi cinque minuti, de Giuseppe Amato
- 1955 : Le Fils de Caroline chérie, de Jean Devaivre
- 1957 : Miss Catastrophe, de Dimitri Kirsanoff
- 1956 : Une fille épatante, de Raoul André
- 1956 : Ce soir, les jupons volent, de Dimitri Kirsanoff
- 1957 : Les Trois font la paire, de Sacha Guitry
- 1957 : Fumée blonde, de Robert Vernay
- 1957 : Filous et compagnie, de Tony Saytor
- 1958 : La Vie à deux, de Clément Duhour
- 1958 : Madame et son auto, de Robert Vernay
- 1958 : Drôles de phénomènes, de Robert Vernay
- 1959 : Nina, de Jean Boyer
- 1960 : La Française et l'Amour, de Jean Delannoy
- 1960 : Anonima cocottes, de Camillo Mastrocinque
- 1961 : La ragazza di mille mesi, de Steno
- 1961 : La Famille Fenouillard, de Yves Robert
- 1963 : Les Motorisées, de Marino Girolami
- 1963 : La Foire aux cancres, de Louis Daquin
- 1963 : Dragées au poivre, de Jacques Baratier
- 1964 : La Chance et l'amour, de Claude Berri
- 1965 : Le salon de l'Europe / Madame de Staêl, de Jacques de Casembroot
- 1965 : La Tête du client, de Jacques Poitrenaud
- 1965 : Cent briques et des tuiles, de Pierre Grimblat
- 1967 : Toutes folles de lui, de Norbert Carbonnaux
- 1967 : Le désordre à vingt ans, de Jacques Baratier
- 1970 : Le Mur de l'Atlantique, de Marcel Camus
- 1973 : La Raison du plus fou, de François Reichenbach
- 1973 : Le Maestro, de Claude Vital
- 1978 : Un second souffle, de Gérard Blain
- 1992 : Les Mamies, de Annick Lanoë
- 1992 : Pourquoi maman est dans mon lit ?, de Patrick Malakian
- 1995 : Fantôme avec chauffeur, de Gérard Oury
- 1996 : Fallait pas, de Gérard Jugnot

## Televisión
- 1960 : Boubouroche, de Stellio Lorenzi, con Michel Simon y Henri Vilbert
- 1963 : Teuf-teuf, de Georges Folgoas a partir de la pieza de Tristan Bernard
- 1963 : La Grande Farandole, emisión de Maritie y Gilbert Carpentier
- 1963 : Madame Sans-Gêne, dirección de Claude Barma, con Raymond Pellegrin y Renaud Mary
- 1965 : 29 degrés à l'ombre, de Eugène Labiche, dirección de Jean-Pierre Marchand
- 1965 : La pomme de son œil, de François Villiers con Jean-Pierre Aumont, Jean-Marc Thibault y Elisabeth Wiener
- 1967 : Hélène ou la joie de vivre, de John Erskine, dirección de Claude Barma, con Pierre Dux, Marie-José Nat, Jacques Dufilho y Robert Benoît
- 1967-1970 : Les Grands Enfants
- 1972 : Au théâtre ce soir : La Main passe, de Georges Feydeau, escenografía de Pierre Mondy, dirección de Pierre Sabbagh, Théâtre Marigny
- 1975 : Le Théâtre de Tristan Bernard: L'Anglais tel qu'on le parle, Le Prétendant y Le Captif, dirección de Georges Folgoas, con Grégoire Aslan, Christian Marin, André Valmy, Blanchette Brunoy, Yvonne Clech, Paul Préboist y Jacqueline Maillan
- 1975 : L'Arc de triomphe, de Marcel Mithois a partir de Franca Valeri, escenografía de Jacques Charon, dirección de Jacques Samyn, con Louis Velle, Jacqueline Jehanneuf, Jacqueline Doyen, Lucienne Hamon y Annie Savarin
- 1977 : Numéro un Sophie Desmarets, programa de Maritie y Gilbert Carpentier
- 1979 : Paris-Vichy, de Anne Revel, con Jean-Pierre Aumont, Danielle Volle, Christian de Sica, Philippe Mareuil y Henri Crémieux (telefilm)
- 1980 : Au théâtre ce soir : Peau de vache, de Pierre Barillet y Jean-Pierre Grédy, escenografía de Jacques Charon, dirección de Pierre Sabbagh, Théâtre Marigny
- 1982 : Toutes griffes dehors, de Michel Boisrond, con Jacques François, Serge Avédikian, Blanchette Brunoy, Gérard Hernandez, Pierre Tornade, Marco Perrin, Jean-Roger Milo, Patricia Elig, Marie-Noëlle Eusèbe, Charlotte Maury, Christian Marin, Sylvie Granotier, Isabelle Mergault y Catherine Jacob (serie TV)
- 1983 : Paris à nous deux, de Maritie Carpentier, Eddy Marnay y Raymond Bernard, con Michel Roux y Mireille Mathieu, dirección de André Flédérick
- 1984 : Le Préféré, de Pierre Barillet y Jean-Pierre Grédy, escenografía de Jean Piat, dirección de André Flédérick, con Jean Piat, Cyrielle Claire y Philippine Pascal
- 1986 : Dix petites bougies noires, de Catherine Spiero, con Jacques Morel, André Falcon, Marcel Maréchal, Jean Topart, Maurice Chevit, Corinne Lahaye, Christian Pereira, Joseph Poli y Michel Such
- 1990 : Héritage oblige, de Maurice Frydland y Daniel Losset, con Florence Giorgetti, Lucky Blondo, Nathalie Nell, Robert Rimbaud, Sylvie Ferro, Philippe Laudenbach, Anny Romand, Bernard Haller y Bernard Musson, (miniserie)
- 1992 : Maguy, episodio 316, Legs à deux têtes
- 1995 : Les Chiens ne font pas des chats, de Ariel Zeitoun, con Christian Charmetant, Natacha Amal, Claire Maurier, Valérie Leboutte, Gérard Séty, Sylvie Loeillet, Maurice Chevit, Pascal Elbé, Claude Sérillon, Marie-Charlotte Dutot y Agathe Teyssier (telefilm)

## Discografía
- 1956 : Boubouroche, de Georges Courteline, con Bernard Blier, Philips, (reedición EPM Littérature, 2007).
- 1962 : El burgués gentilhombre, de Molière, con Arletty y Jacques Fabbri, Librairie Hachette, (reedición Naïve, 2003).
- 1964 : Tartufo, de Molière, con Fernand Ledoux, Michel Bouquet, Mary Marquet, Librairie Hachette, (reedición Naïve, 2004).

## Autobiografía
- Sophie Desmarets, Les Mémoires de Sophie, Éditions de Fallois, 2002, (Le Livre de poche número 30076).